# Pokhara FC
Pokhara FC is een voetbalclub uit Pokhara in Centraal-Nepal. De thuiswedstrijden speelt de club in het Pokhara Stadion. Pokhara FC komt uit in de Tibet League, gezien in de Tibetaanse diaspora tussen de 1959 tot 1962 rond de 300.000 vluchtelingen naar Nepal kwamen.
Pokhara FC is met de spelers Tenzin Namgyal, Nyima Gyalpo, Tseten Namgyal, Sönam Rinchen en Tenzin Tshepel een belangrijke leverancier van spelers voor het nationale voetbalelftal van Tibet.